# 猿地蔵
猿地蔵（さるじぞう）は、日本の民話の一つ。「隣の爺型」昔話に分類される。

## 概要
山の畑で昼寝をしていた爺、あるいは畑を荒らす猿を退治するために地蔵に扮していた爺が猿から「地蔵」と間違えられる。猿たちは「お地蔵さまはこんな畑の真ん中ではなく、お堂に祀ろう」と相談し、皆で爺を担いで川を渡る。その折、猿たちは面白おかしい歌を歌うが、爺は笑いを必死にこらえる。川を渡った猿たちは爺を丁寧に祀り、木の実や銭を供える。爺はその銭で金持ちになる。隣の爺が真似て山の畑に出る。猿たちは同様に爺を担いで川を渡ろうとするが、屁をひって、あるいは猿の歌で思わず笑い出し、正体がばれて川に放り込まれてしまう。

## あらすじ
山形県最上郡の例
あるところに爺と婆があった。爺は山の畑仕事の弁当に粢（しとぎ　米粉の粉末を水で練ったもの）を食い、口の周りを白くしていた。それを見た猿たちが
「こゅどさ地蔵様いだや。こゅさんねぐ、向げさ立でだらいいんねが（こんなところに地蔵さまがいた。こんな所ではなく向こうに立てたらいい）」
と話し合い、皆で爺を担ぎ上げる。
川に差し掛かった猿たちは
川越猿のへんのご（陰茎）濡らすとも　地蔵のへんのご濡らすな
川越猿のへんのご濡らすとも　地蔵のへんのご濡らすな
と口々に歌う。川を渡り終えた猿は爺を安置し、どこからか持ってきた銭を賽銭として祀り、爺はその銭を持ち帰って金持ちになる。すると隣家のへちゃくちゃ婆（おしゃべり婆）が来て驚き、話を聞いて自身の夫を山の畑に追いやる。隣家の爺も口の周りを粢で白く染めると猿たちがやって来て地蔵と間違え、川を渡そうとする。
だが猿たちの歌の面白さに思わず笑ってしまい、正体がばれて川に放り込まれる。

## バリエーション
（地方などによりバリエーションあり）
- 爺が地蔵に間違えられる理由として、「黄粉、はったい粉、麦粉が顔についた」が多いが、「ただ昼寝している姿を地蔵と間違えた」との例も多い。

- 秋田県本吉郡、岩手県二戸郡、青森県三戸郡では、畑を荒らす猿を退治するため、爺があえて灰やそば粉などを体に塗って地蔵に扮する設定である[3]。

- 香川県丸亀市では、猿ではなく狸に地蔵と間違われ、川を担いで運ばれる設定である。その折に爺は屁をして怪しまれるが、屁の音を「お囃子の太鼓」、匂いは「お香の煙」と答えてごまかす。隣の爺が真似るが笑って失敗する[4]。

- 大分県杵築市、香川県丸亀市、広島県山県郡、岡山県岡山市、島根県邑智郡、愛知県豊橋市では、猿に担がれ川を渡る爺が思わず屁を漏らすが、屁の音を「鐘や太鼓、おりんの音」、匂いを「線香、抹香の匂い」と答えてごまかす場面がある。隣の爺が真似て失敗する[5]。

- 岐阜県吉城郡では、最初の爺が屁をして正体がばれ、猿たちに川に投げ込まれそうになるが「川に尻尾を漬けておけば魚が獲れる」と嘘を教えて難を逃れる。真似た猿は尻尾を川に漬けて氷に閉じ込められ、無理に引っ張ったために尻尾は切れ、その拍子に顔を打った。だから猿は尻尾が短く、顔が赤い（「尻尾の釣り」との混合）[6]。

- 島根県邑智郡、広島県高田郡では、山仕事をしていた爺が「酒の泉」を見つけて飲み、寝ていたところを猿に地蔵に間違われる展開である[7]。

- 真似た隣の爺は川に放り込まれる結末が多い。だが猿に引っかかれて血まみれになり、呻く姿を遠目に見た隣の婆が、「高価な赤い着物を着せられて鼻歌まじりで帰ってくる」と早合点し、家の古着をすべて焼き捨て、結局は着る物にも困る結末が散見される。これは「おむすびころりん」「地蔵浄土」の結末と同様である[8]。

- 岩手県二戸郡、北上市では、地蔵さまが倒れないよう猿たちが爺の左右に千両箱を置く。爺は千両箱ふたつを持ち帰って金持ちになる。隣の爺は千両箱をさらに得ようとわざと前後左右によろけるので、「欲張り地蔵だ」として川に投げ込まれる（[9]。

- 岩手県遠野市では、川を渡されて祀られた爺が猿たちに「男猿は大槌を作れ、女猿は大袋を作れ」と偽のお告げをする。猿が品物を揃えると、爺は猿たちをすべて袋に追い込み、残らず大槌で打ち殺す。そして猿肉と猿の毛皮を商って金持ちになる。隣の爺の失敗は無い[10]。青森県三戸郡では川を渡されて祀られた爺は居眠りをする猿を打ち殺して家に持ち帰り、婆と共に猿の汁物を味わう。火種を借りに来た隣の婆にも猿汁を食わせ、隣の爺のために土産として持ち帰らせる。だが隣の婆は半分ほど盗み食いし、自身の糞と小便を混ぜる。隣の爺は「猿汁は臭いが美味い」と喜んで食う。隣の爺の失敗は無く、「だから、あらき（焼き畑）起こせば粟も猿も採れる。からやぐ（怠ける）ものではない」と結ばれる[11]。

## 解釈
- 中国南部にも似た説話がある。

「兄弟のうち、兄が財産を独り占めして弟は貧困に苦しんでいた。山の畑にカボチャを作っていた弟は収穫期のカボチャが何者かに盗まれるため、犯人を探るべく大カボチャの中身をくり抜いて隠れていた。すると夜半に猿の一団が現れ、弟が入ったカボチャを知らずに担いで盗み出した。その折、猿たちは『村の入り口の銀杏の大木の下に、金の詰まった甕がある』と話している。夜が明けてから弟が銀杏の下を掘ると話に違わず財宝が現れ、弟は富豪になった。一方、財産を蕩尽して落ちぶれた兄は弟の話を聞き、自身もカボチャに隠れる。だが隠れる前にご馳走を食べ過ぎて腹を壊し、カボチャごと猿に運ばれる際に揺られて下痢を漏らしてしまった。腐ったカボチャはいらない、と、猿たちはカボチャを谷に放り捨てた」。中国の江西省、貴州省、浙江省に伝わる同様の話は、いずれも「兄と弟」の葛藤で、「正直爺と欲張り爺」ではない。
- 客観的に考えれば、体に灰や黄粉が着いただけで、さらには着物姿でごろ寝していただけで「地蔵」と見間違えることはありえない。もともと猿たちは爺を「死体」と勘違いし、弔いとして銭や木の実を捧げたと解釈することもできる。灰や黄粉を体に着ける行為は本来「死化粧」であり、生身の人間ではないことを示す儀装の意味が地蔵の姿に集約されていた、との見解もある[13]。
- 東北の猿地蔵説話では、猿たちを殺して毛皮で儲ける結末である。北海道アイヌの「パナンペとペナンペ」では、河原で死んだふりをして、周囲で嘆き悲しむ狐たちを打ち殺して儲ける設定である。狩猟民族において、獲物を欺くため人間以外のものに扮する「擬態」は日常的な生活の知恵であり、福をもたらしてくれた動物の殺戮をためらいもなく「成功譚」として語る[14]。